# Ainadino Martinho
Ainadino Martinho (Maputo, 2 de abril de 1997) é um jogador de vôlei de praia moçambicano.

## Carreira
Ele é conhecido como Igor e representou a Acadêmica de Maputo, em 2021, já competia nacionalmente ao lado de Aldevino Nguvo, obtendo os terceiros lugares nas duas etapas realizadas em Maputo.
Na jornada esportiva de 2021, formou dupla com Jorge Monjane para a segunda fase da Continental Cup e venceram, depois conquistaram o segundo lugar a fase final, ambas no Marrocos. Juntos, também competiram a temporada de 2022, venceram as etapas de Maputo, Johannesburgo, Botswana e Zimbabwe, além do vice-campeonato em Lesotho pelo circuito africano, também conquistaram a medalha de prata no Campeonato Africano em Agadir e disputaram o Campeonato Mundial de 2022 em Roma.
Em 2023,  terminaram em terceiro lugar no circuito africano na etapa da África do Sul e em Maputo, e conquistaram o título no Zonal 6 em Moçambique, juntos disputaram a edição do Campeonato Mundial de Vôlei de Praia de 2023 nas cidades mexicanas de Tlaxcala de Xicohténcatl,  Apizaco e Huamantla terminaram em trigésimo terceiro lugar.